# António Augusto Teixeira de Vasconcelos
António Augusto Teixeira de Vasconcelos (Oporto, 1 de noviembre de 1816-París, 29 de junio de 1878) fue un escritor, político, periodista y abogado portugués, vicepresidente de la Academia de las Ciencias de Lisboa, de vasta obra publicada, y a quien Camilo Castelo Branco describió como «el más sólido pulso de atleta que tuvo la arena de los gladiadores políticos en Portugal».
Además del volumen histórico que editó en París (Les contemporains portugais, espagnols et brésiliens. Le Portugal et la maison de Bragance), y de sus obras de cariz político, Teixeira de Vasconcelos publicó varios romances, siendo uno de los más conocidos O prato de arroz doce, cuya acción se desenvuelve durante la Patuleia, guerra civil en la que él mismo participó, y que fue reeditado en 1983 con introducción de Manuel Abranches de Soveral.
Vicepresidente de la Academia de Ciencias de Lisboa, socio correspondiente de la Real Academia Española y del Instituto Geográfico de París y cofundador de la Sociedad de Geografía de Lisboa, tuvo también una notable e innovadora actividad como periodista, habiendo fundado (entre otros) el 9 de noviembre de 1862 el diario Gazeta de Portugal, luego llamado solo Gazeta, que dirigió; introducido en Portugal el primer vespertino, el Boletim da Tarde; y en 1871 habiendo fundado el Jornal da Noite, que también dirigió. Fue, asimismo, colaborador de la Revista Universal Lisbonense (1841-1859) y de la Revista Contemporânea de Portugal e Brasil (1859-1865).
A la par de su carrera literaria y periodística, Teixeira de Vasconcelos, que se formó en Derecho en la Universidad de Coímbra, fue abogado, diputado de las Cortes (1865-1878), gobernador civil de Vila Real, etc. Era par del Reino y del Consejo de Su Majestad, fidalgo de la Casa Real, comendador de la Orden de Cristo, caballero de la Orden Real y Militar de San Luis de Francia, gran cruz de la Orden de Isabel la Católica, comendador de la Orden de San Estanislao y de la Orden de Carlos III de España, caballero de la Orden de Leopoldo de Bélgica y de la Orden de Dannebrog de Dinamarca, gran oficial de la Orden Imperial de Medjidié, etc.
Entre varias otras propiedades, el consejero de su majestad fidelísima António Augusto Teixeira de Vasconcelos fue señor de la casa de Coura, en Bitarães, donde vivió su juventud y adonde a veces viajaba, y que heredó directamente de su abuela materna con la obligación de dar una legítima de 3000 cruzados a cada uno de sus tíos. Fue hijo único del brigadier António Vicente Teixeira de Sampaio (1773-1834; célebre jefe del primer levantamiento militar contra el invasor napoleónico, y conocido por la Revolución Transmontana) y de su mujer y prima, doña Maria Emília de Sousa e Rocha Moreira Barbosa de Sampaio (1797-1822). Se casó el 31 de mayo de 1837, teniendo veinte años de edad, con doña Antónia Adelaide Vasques da Cunha e Alarcão de Portocarreiro (1812-1841), de esta ilustre familia del Palácio da Bandeirinha, en la ciudad de Oporto.